# David Jackson
David Jackson (* jako David Nicholas George Jackson, 15. dubna 1947, Stamford, Lincolnshire), též známý jako Jaxon, je britský art rockový a progresivně rockový saxofonista, flétnista a skladatel, nejvíce známý pro svoji spolupráci se skupinou Van der Graaf Generator.